# Hultbergets naturreservat
Hultbergets naturreservat är ett naturreservat i Torsby kommun i Värmlands län.
Området är naturskyddat sedan 2020 och är 27 hektar stort. Reservatet ligger sydväst om Nyskoga och består av östra delen av vattendraget Joholabäcken och äldre granskog.